# Teresa Mañé i Miravet
Teresa Mañé i Miravet, també coneguda com a Soledad Gustavo (Vilanova i la Geltrú, Garraf, 29 de novembre de 1865-Perpinyà, 5 de febrer de 1939), fou una escriptora, mestra i periodista catalana lliurepensadora, referent de l'anarquisme espanyol.

## Introducció
Teresa Mañé pertanyia a una coneguda família propietària de la Fonda Jardí de Vilanova i la Geltrú i va créixer durant la Primera República Espanyola. Va estudiar Magisteri a Barcelona i l'any 1886 va crear a Vilanova, juntament amb Bartomeu Gabarró, la primera escola laica de l'Estat.
Va començar en l'àmbit periodístic als 23 anys amb el sobrenom de Soledad Gustavo defensant els seus valors i el seu pensament llibertari.A més a més també va ser un pilar molt important en la defensa dels drets de la dona, de la igualtat social i de la pedagogia laica. Es va casar amb Joan Montseny l'any 1891 i fou mare de Frederica Montseny, que arribaria a ser ministra de la Segona República Espanyola, ambdós reconeguts anarquistes.

## Biografia
Va iniciar la seva obra de pensadora publicant en revistes com El Vendaval, La Tramuntana i El Productor, tot entrant en contacte amb Josep Llunas i Pujals, Fernando Tarrida del Mármol i Teresa Claramunt, entre d'altres, i evolucionant cap a un anarquisme molt intel·lectualitzat que sovint la feu entrar en conflicte amb altres sectors del moviment. Va participar l'any 1889 en el segon Certamen Socialista de Barcelona, un certamen literari anarquista celebrat al Palau de Belles Arts de Barcelona amb un treball titulat El Amor Libre.
El 1891 es va casar civilment amb Joan Montseny, pensador també anarquista i mestre, i es van establir a Reus per crear una escola laica mixta, on va exercir de mestra, i alhora d'escriptora.
L'any 1897 es van exiliar a Londres fugint del Procés de Montjuïc, i al cap d'un any van tornar furtivament a Madrid, on van tenir una filla, Federica Montseny i Mañé, i fundà La Revista Blanca (1898-1905) i Tierra y Libertad (1888), creada per ella amb el sobrenom de Soledad Gustavo. Va ser la directora i administradora de La Revista Blanca durant les dues etapes que tingué la revista fins a la Guerra Civil. Com a suplement d'aquesta revista, edità Tierra y Libertad aviat va obtenir una gran acollida per part de treballadors i camperols.
Soledad Gustavo va col·laborar en diversos periòdics anarquistes i lliurepensadors com "La ilustración de la Mujer" de Barcelona, "El Diario de Villanueva Y Geltrú", "La Tronada", "La Trarnontana", "El Productor" de Barcelona i "El Corsario" de La Corunya a través dels quals va poder publicar els seus primers assaigs literaris i periodístics.
Per una altra banda també va realitzar traduccions d'articles estrangers els quals en alguns va agafar la responsabilitat de la direcció de la revista. Però totes aquestes accions no li van impedir seguir desenvolupant el seu paper de periodista. A més a més va participar en diverses seccions fixes com "Las Efemèrides del Pueblo" (1942), "Las Monografías Sociales" (1927), "La Galeria de Hombres Célebres" (1934), les quals van ser publicades a la segona part de la Revista Blanca.
Al contrari de la seva família, Soledad mai va redactar relats, contes ni novel·les populars. "Las Diosas de la Vida" es va publicar amb el seu nom però això no significa que la va escriure ella, ho van fer d'aquesta manera perquè el veritable escritor, Federico Urales, era perseguit. Aquest acte mai es va modificar.
A la capital espanyola va participar l'any 1902, juntament amb Pablo Iglesias, Jaime Vera, Azorín, Mendinabeitia i Federico Urales (pseudònim del seu marit, Joan Montseny), en un cicle de conferències a l'Ateneo de Madrid sobre La cuestión social.
Va fer campanya en defensa de Francesc Ferrer i Guàrdia i va participar en la Setmana Tràgica (1906 i 1909), també va donar suport als detinguts de Jerez en el succés de la Mano Negra, una organització secreta anarquista violenta (1882-1883). A més a més Mañé visqué i participà en molts altres fets històrics com la Fundació de la CNT (1910), la primera Guerra Mundial (1914-1918), la dictadura de Primo de Rivera (1923-1930), la fundació de la FAI (1927), la II República (1931-1939), el cop militar, la Revolució del 19 de juliol i la Guerra Civil (1936-1939).
La seva intervenció com a periodista va ser molt important, tant en aquest fet de la Mano Negra com en el dels empresonats per l'atemptat de Canvis Nous, a Barcelona. El primer fet va ser a Sevilla l'any 1901, on Teresa va iniciar una campanya nacional i internacional per posar en evidència, com es demostrà després, que tot havia estat un muntatge policial. Hi va haver tant d'escàndol que Eduardo Dato va demanar el cessament de la campanya a canvi d'una amnistia.
En el cas de l'atemptat de Canvis Nous a Barcelona la seva contribució va començar l'any 1900 a través del diari liberal El Progrés, on Teresa va demostrar que no hi havia proves de culpabilitat dels detinguts. Gràcies a les seves denúncies, que van sensibilitzar el moviment obrer i l'opinió pública, les autoritats es van veure obligades a donar llibertat als acusats.
El fet que Federico Urales acusés Arturo Soria d'estafa va provocar que Teresa i ell mateix tornessin a Barcelona l'any 1912. Malgrat que tenien la intenció de fundar una acadèmia a Horta, el 1914 es van instal·lar en una granja d'aviram a Cerdanyola, mentre continuava traduint textos teatrals i treballant com a escriptora.
Des del 1923 es dedicà exclusivament al periodisme i va aconseguir reeditar La Revista Blanca i Tierra y Libertad, on també escrivien el seu marit i la seva filla. Creà aleshores altres projectes editorials com La Novela Ideal (1925-1938)', una col·lecció que publicava dues novel·letes cada quinze dies, de la qual se'n van arribar a editar sis-cents números amb un tiratge de 50.000 exemplars, i La Novela Libre (1933-1938), amb relats més extensos i 30.000 exemplars, a més a més d'una publicació mensual, El Mundo al Día (1935-1936), i El Luchador, ja iniciada la Segona República Espanyola.
Entre el 1923 i 1936 La Revista Blanca a Barcelona va passar a ser dirigida per Frederica Montseny i Federico Urales, amb ella com a articulista, mentre es dedicava a altres activitats polítiques i editorials. Per altra banda es va integrar en la Confederació de Mestres Laics de Catalunya, des d'on va promoure campanyes de solidaritat amb camperols empresonats i en defensa de l'Escola Moderna.
Gràcies a l'amistat de llibertaris com per exemple Vicente García, l'any 1930, Soledad va rebre un ajut monetari i va poder disposar d'una gran biblioteca, hemeroteca i arxiu. A la Ciutat Lineal va iniciar un servei de llibreria anomenat Biblioteca Ideal, que s'anunciava a la premsa obrera i anarquista.
Actualment, una gran part de les seves obres es troben a l'Institut d'Història Social d'Amsterdam, tot i que moltes il·lustracions van desaparèixer el 1939 quan va acabar la Guerra Civil. Durant l'ocupació franquista de Catalunya, Soledad Gustavo també va publicar El sindicalismo y la anarquía, i el 1932, Política y sociología.
Ja malalta, va travessar la frontera de França amb la seva filla Federica, a causa de la derrota de la Guerra Civil. Teresa Mañé va morir a l'hospital de Sant Lluís de Perpinyà el 5 de febrer de 1939.

## La Revista Blanca
Aquesta revista va néixer a Madrid creada per Teresa Mañé i Miravet junt amb el seu marit Joan Montseny, i publicada del 1898 al 1905. Sortia un nou número de 36 pàgines els dies 1 i 15 de cada mes. Era una de les revistes teòriques del moviment obrer, llibertari i anarquista d'Espanya i el seu principal objectiu era canviar la societat de principis del segle xx.
En aquesta revista es parlava d'internacionalisme, lliure pensament, literatura, història i política per mitjà d'articles, traduccions, peces de teatre i novel·les, i era tant nacional com internacional. L'any 1904, quan el Ministre de la Governació va aplicar la norma que prohibia les dones ser titulars de propietats, va prendre la direcció de la revista Anselmo Lorenzo.
Durant la primera etapa aquesta revista va recollir la col·laboració de molts intel·lectuals de diverses ideologies, com per exemple Leopoldo Alas Clarín, Miguel de Unamuno, Manuel Cossío, José Nakens, Fernando Giner de los Ríos, Jaume Brossa, Pere Coromines, Felip Cortiella, Alejandro Lerroux, Pedro Dorado, Joaquín Costa o Gumersindo Azácrate, la qual cosa va afavorir l'aproximació del món intel·lectual a l'anarquisme.
Va arribar a editar uns 8.000 exemplars, cosa que va permetre a Urales treure un suplement anomenat Tierra y Libertad, amb un caràcter més combatiu i menys doctrinal, dedicat a campanyes per a la reorganització de la Federació de Treballadors de la Regió Espanyola (1900-1901), per a la revisió de les actuacions judicials pels fets de Jerez de la Frontera de 1892 i de la Mano Negra de 1882-1883. Malgrat això La Revista Blanca va desaparèixer l'any 1905 a causa de les crítiques contra líders com Ricardo Mella, Josep Prat Roquet (anarquista) i Leopoldo Bonafulla.
El juny del 1923 va tornar a aparèixer a Cerdanyola i més tard a Barcelona. En aquesta segona etapa Federica Montseny (1905-1994), filla de Teresa i Joan, va ser-ne la principal editora. La Revista Blanca va continuar sent teòrica, doctrinal, difusora de la ideologia anarquista radical i del moviment llibertari. Publicava articles sociològics, històrics, filosòfics, polítics, culturals, literaris, sindicals i de continguts internacionals, com per exemple el naturalisme o el vegetarianisme. Les principals funcions eren de caràcter propagandístic, educatiu, divulgatiu i difusor de la cultura, la ciència, l'art i la literatura. Els territoris on va tenir més ressò van ser Catalunya, Llevant i Andalusia. Per una altra banda també es van publicar suplements més populars, com el periòdic El luchador, el qual tenia un caràcter més crític, d'adoctrinament i de combat.
L'any 1933 es va fer de periodicitat setmanal, però l'agost del 1936 va desaparèixer definitivament.

## Tierra y Libertad
Es va crear a Barcelona al carrer de la Unió, número 9, on es trobava l'antiga seu dels Sindicats Lliures, i va ser un dels principals periòdics anarquistes del moment. Es va mantenir durant un any tot i que estava previst que en durés quinze, però deu anys més tard va reaparèixer com a suplement de La Revista Blanca. Durant la dictadura de Primo de Rivera, l'any 1923, fou suprimida, junt amb altres revistes llibertàries, i l'any 1930 va reaparèixer com a òrgan de la FAI. Per acabar, entre 1935 i 1936 es va editar a València i va tornar a publicar-se a Barcelona fins cinc dies abans de l'entrada de l'exèrcit franquista, passant aleshores a la clandestinitat.
Servia de propaganda dels grups anarquistes i s'hi donaven a conèixer la posició política de l'anarquisme des de 1904 fins al 1923. Donava suport a les lluites obreres i la solidaritat amb la revolució mexicana i russa amb un format antimilitarista, a favor de l'escola lliure de tuteles religioses i de la revolució social. Els seus articles eren de caràcter social, polític i també cultural, sobre art, llibres i cinema. A més a més, al final de cada entrega s'oferia un llistat d'obres anarquistes a la venda. Des del punt de vista polític es posicionava en contra del PSOE i la UGT i va ser molt criticada per la dictadura soviètica.
A Mèxic els exiliats anarquistes espanyols defraudats amb la Revolució Mexicana van publicar un periòdic amb capçalera idèntica i amb el lema ¡Tierra y Libertad!, que es va mantenir fins a la dècada dels 80.

## Posicionaments ideològics

### Anarquisme
El corrent ideològic de l'anarquisme va iniciar-se a Europa a mitjans del segle xix. L'any 1868 va aparèixer a la península Ibèrica per l'arribada a Barcelona de Giuseppe Fanelli. Seguidament es van començar a difondre els ideals anarquistes a les societats obreres. A pesar d'això el discurs feminista no estava present. Al principi la majoria de les autores van considerar que dins de la filosofia àcrata estaven presents propostes de les dones, però més endavant es van adonar que estaven situades en segon pla.
Quan les anarquistes van començar a escriure i teoritzar els seus idearis es van allunyar del concepte feminista, ja que creien que estava relacionat amb la burgesia i per aquesta raó deien que contradeien els ideals socials del lliure pensament.
Dins de l'anarquisme van existir diferents tipus de revolucions per la defensa de les dones. Un era l'humanista representat per Soledad Gustavo, la qual defensaven la idea individual de la revolució. I l'alta era l'anarcofeminisme representat per Mujeres Libres, que defensava la unió col·lectiva de les dones. Tenien el mateix objectiu: fer-se veure i lluitar per aconseguir la subordinació de la dona en la societat burgesa i capitalista.
Aquesta lluita revolucionària la van fer contra l'Estat, el qual exposava l'explotació, la submissió l'opressió de poder. Com a lliurepensadores van concentrar la seva atenció en contra de l'autoritat i de l'organització social arbitrària en comptes de fer-ho contra el sistema econòmic. El que volien per a la societat futura era un sistema social sense jerarquies amb principis de cooperació on es transformés la seva idiologia i cultura.
Mañé va començar la seva obra com a pensadora anarquista publicant a la revista vilanovina El Vendaval, de caràcter republicà-federal. Tot seguit va col·laborar amb El Productor, on va conèixer Joan Montseny i altres persones rellevants de l'anarquisme espanyol, com Anselmo Lorenzo, Fernando Tarrida del Mármol o José Llunas Pujals.
Teresa Mañé assolí aviat un gran prestigi intel·lectual i la seva obra tingué un gran ressò. A través del seu anarquisme pur i filosòfic va criticar també la cúpula de la CNT: 
| « | La neteja d'aquests paràsits és fàcil. Ni tan sols cal deixar la política; n'hi ha prou amb dir: no pot ser regidor ni diputat obrer el treballador que no treballi en un ofici manual, i aquells que per ser elegits diputats o regidors deixessin de treballar, deixaran de ser representants dels obrers. El remei és infal·lible. | » |

El seu pensament recolza en la idea que «L'amor i la llibertat i el sentit de la dignitat humana són els elements bàsics del credo anarquista».

### Feminisme humanista
Teresa Mañé ha estat anomenada 'la mare de les dones lliures'. Va ser una dona valenta que va començar a defensar aquests valors des de molt jove, convertint-se en una de les primeres llibertàries espanyoles. A La Revista Blanca va escriure textualment:
| « | No s'ha de discutir la capacitat, sinó els drets ... La dona només demana que se li concedeixi allò a què, com a ésser humà i lliure, hi té dret: això és, que se la reconegui civilment tanmateix com l'home, que se l'alliberi de la tutela que aquest exerceix sobre ella i que el codi civil els tracti per igual. La resta, ja vindrà. | » |

Teresa defensava l'esperit revolucionari i que la dona participés de forma activa en la societat burgesa i capitalista. Escrivia:
| « | I la dona serà el que ha de ser: lliure com l'home, perquè com l'home és ser racional i producte de la naturalesa; amant, companya de l'home, no esclava. | » |

### Amor lliure
A través de l'amor lliure es reivindicava la unió entre homes i dones sense cap mena d'interès. Quan algú escollia una parella havia de ser sense cap mena d'obligació, coerció o submissió. El seu ideari era la llibertat d'unió aliena a les obligacions econòmiques i socials que estaven presents en l'època. Volia abolir el concepte de matrimoni vist com a la dona esclava de l'home en un vincle forçós i per interès.
Des del punt de vista anarquista van aparèixer diverses postures sobre el matrimoni: una era aquelles que volien invalidar la institució tant civilment com eclesiàstic i l'altra eren aquelles que creien l'única que havia de romandre era la del nivell civil.
L'amor lliure es va presentar al Segon Certamen Socialista celebrat a Barcelona el 1889. Hi afirmava textualment: 
'En la societat anarquista està igualada la relació de qualitats i de sexes: la força no s'imposa a la llibertat, ja que ni l'home és més fort amb relació a la dona, ni la dona més dèbil amb relació a l'home. La Naturalesa lliure raonadora, com el sistema que la regeix, amb naturalitat i raó, dona igualtat d'armes als sexes i a tots dos ensenya el camí dels seus drets i deures.' 
En altres escrits dona una gran importància a l'«emancipació de la dona», i afirmava que «el problema de la dona està unit al problema de l'home». Hi defensa l'eliminació dels tabús sexuals, religiosos i la pressió econòmica: «la dona ha de procurar bastar-se a si mateixa per poder ser lliure». Teresa Mañé deia que hi hauria llibertat quan la dona pogués dir a l'home: 
'No et necessito per a res. Si he de anar a dormir amb tu, és perquè ens posem d'acord per satisfer un gust, un desig, o perquè ens volem; però no necessito casar-me amb tu per viure.'

### Mujeres Libres
Mujeres Libres van ser les primeres a fer veure a Espanya la necessitat de l'alliberació femenina des de la perspectiva de l'emancipació de la classe obrera. Això és el que diferència a Mujeres Libres d'altres moviments feministes burgesos, els quals eren sufragistes, mentre que l'anarcofeminisme és revolucionari.
Els seus objectius eren:
- Conscienciar als homes per poder canviar els seus pensaments i idees.
- L'alliberament de la dona obrera perquè estava vista com una esclava, una persona ignorant i com un objecte sexual.
- Oferir una educació bàsica a les dones per acabar amb l'esclavitud de la ignorància a causa de les altes taxes d'analfabetisme femení.
- Oferir també una formació professional per aconseguir un treball que els permetessin la independència econòmica.
- Aconseguir l'alliberació sexual perquè la dona tingués els mateixos drets i la mateixa llibertat que l'home.
- Difondre la cultura també era necessari perquè les dones comprenguessin el significat de l'anarquisme i de la revolució social.

Un fet que els caracteritzava era el suport mutu que volien entre els homes i dones per poder aconseguir els objectius de caràcter psicològics. Per aquesta raó creien en la unió dels obrers i obreres per a poder revelar-se per a millorar les condicions de treball. A més a més no volien ser líders, sinó treballar en comunitats junt amb els homes, volien igualtat.
El seu gran repte era aconseguir la conscienciació en els homes, perquè per molta propaganda que fessin entre les dones no servia de res si els homes no entenien la finalitat d'aquest moviment.

### Mujeres libresa la Guerra Civil espanyola
Durant la Guerra Civil espanyola (1936-1939), les dones anarquistes es van rebel·lar contra el feixisme i els cenetistes que seguien veient a la dona com a esclava de l'home.
ML tenia una doble lluita, per una banda l'ajuda a les víctimes de la guerra i l'altre l'alliberació de la dona. Quan la CNT es va aliar amb el govern republicà, el novembre del 1936 va ser quan quatre ministres es van adherir al segon gabinet del govern de Largo Caballero, on eren tres homes i una dona, Federica Montseny (filla de Teresa Mañé), que es va convertir en la primera ministra de Sanitat i Assistència Social. Ella sabia el problema que tenien les dones per aconseguir una societat igualitària.
ML no es van voler unir amb altres organitzacions femenines a favor de la república, perquè aquestes estaven subordinades als partits polítics dels quals depenien. L'agost del 1937 es va celebrar el primer Congrés Nacional de ML a València, on també es va crear la Federació Nacional de Mujeres Libres i es van establir les bases de l'organització. En aquest moment es va quedar estructurada en diverses agrupacions locals, provincials i regionals.
Amb una sòlida organització, ML sent una gran i forta organització va lluitar per aconseguir la seva autonomia i el seu reconeixement de ser una organització més del moviment llibertari. Però l'octubre del 1938, la CNT, la FAI i la JIJL els van prohibir la intervenció als programes polítics del moviment. Per una altra banda els anarquistes els van oferir suport econòmic perquè poguessin realitzar les seves pròpies activitats. Però a pesar d'aquest ajut, en les decisions del moviment elles no tenien vot ni dret. A pesar dels seus esforços i d'haver aconseguit mobilitzar a unes vint mil dones, no van poder portar endavant tots els seus projectes. Per aquesta raó el febrer del 1939 ML va desaparèixer a l'exili, tot i que la seva gran participació va marcar a Espanya l'inici de l'anarcofeminisme i els seus idearis es van estendre a altres països.

### Educació laica
L'anarquisme promovia l'educació integral de les persones, dins d'una moral laica i revolucionària, com a eina de transformació i motor del canvi social.
Teresa Mañé promogué la laïcitat de l'escola, i impulsà la creació de l'escola laica de Vilanova, abans que Ferrer i Guàrdia formulés els mateixos criteris en el seu projecte de l'Escola Moderna.
Un dels interessos del lliure pensament anarquista va ser el d'allunyar les noies de la formació catòlica, que era imperant aleshores i s'irradiava per mitjà de les nombroses escoles religioses del país, des que a mitjans del segle xix les noies havien començat lentament a accedir a l'escola. L'anarquisme considerava que la religió promovia el model burgès de subordinació de la dona. Va haver d'enfrontar-se amb «la rude i tenaç campanya que el clericalisme ha emprès contra el laïcisme, que ens demostra un cop més que els que sempre han estat enemics de la raó ho continuen sent».

## Obres

### Textos
- El laicismo no es ateo (1888).
- El amor libre (1889).
- Dos Cartas (conjuntament amb Joan Montseny)', publicat el dia de la seva boda (18 de març de 1891) i dedicat als seus amics.
- Las Preocupaciones de los Despreocupados (conjuntament amb Joan Montseny) (1891).
- A las Proletarias (Buenos Aires,1896, dins de la col·lecció Propaganda Emancipadora entre las Mujeres).
- El anarquismo y la mujer (1900).
- Concepto de la anarquía (1902).
- Las diosas de la vida (1909).
- Sindicalismo y Anarquía (1932).
- Política y Sociología (1932).
- Va traduir molts textos de pensament anarquista de diferents autors: Louise Michel, Jean de la Hire, Arturo Labriola, Michel Zevaco, P. Praycourt, Maurice Donnay, Lucien Descaves, Andreu Nin, Christian Cornelissen, Pedro Kropotkin, Jean Grave, Octave Mirbeau, Georges Sorel, etc.

### Revistes i Diaris
- A Madrid l'any 1898 es publica La Revista Blanca, de la qual Teresa era la directora fins que li van prohibir pel fet de ser dona.
- Al 1899 van publicar una revista que més tard es va convertir en Tierra y Libertad.
- Va fer col·laboracions com La sociedad futura, La conquista del pan, de Kropotkin, i el drama Honor, alma y vida, de Urales.
- El Mundo al Día i El Luchador van ser dos mitjans periodístics i de pensament -mensual i diari- que va publicar a l'inici de a la Segona República Espanyola.

### Col·leccions
- La Novela Ideal (1925-1938).
- La Novela Libre (1933-1938).

### Conferències
- La sociedad futura (Agrupación republicana Germinal, Madrid,1899).
- La cuestión social. Cuestiones de enseñanza (Ateneo de Madrid, 1902).